# 第二次鼠疫大流行

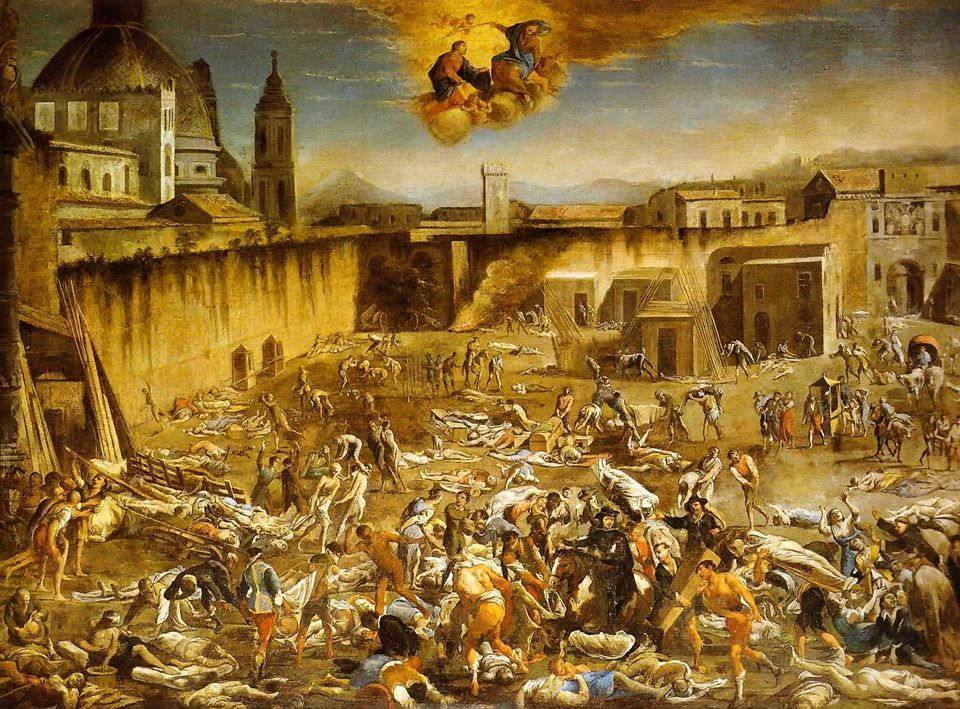
那不勒斯鼠疫（1656年）

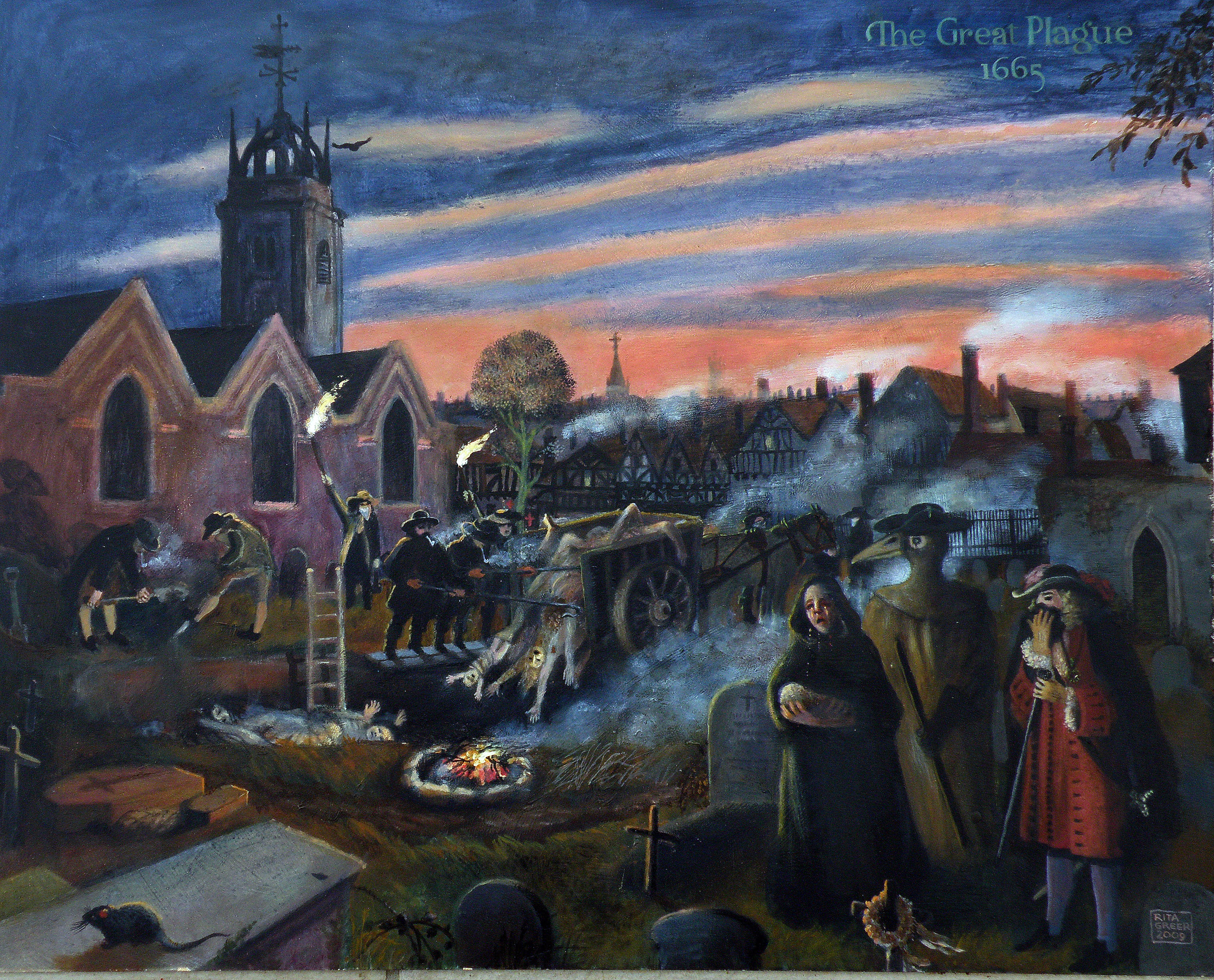
伦敦大瘟疫（1665年）

第二次鼠疫大流行（英文：Second Plague Pandemic），是指从欧洲黑死病开始的世界上一系列重大鼠疫疫情，大约从14世纪起一直延续到18世纪末或19世纪初。 1347年起，黑死病在四年内导致欧洲7500万-2亿人死亡，占当时欧洲总人口的30%-60%。尽管在黑死病之后，鼠疫在大部分地区消退，但时常出现地方性流行。17世纪起，一系列重大鼠疫疫情再度爆发，直至18世纪末及19世纪初。 此后，19世纪中叶，鼠疫杆菌的一种新毒株在亚洲地区导致第三次鼠疫大流行。

## 鼠疫大流行简史

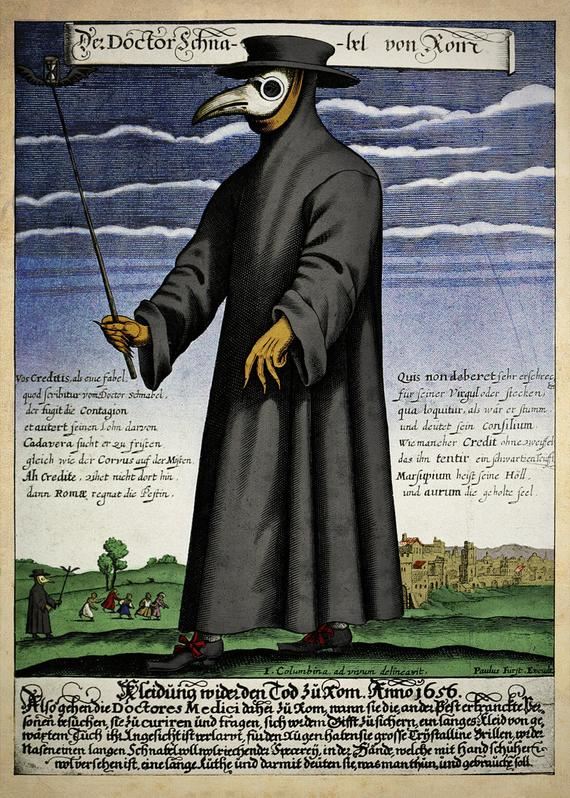
穿着鸟嘴服饰的瘟疫医生（17世纪）

第一次鼠疫大流行（6世纪-8世纪）期间的查士丁尼大瘟疫，是人类有记录以来最早的鼠疫大流行。查士丁尼大瘟疫中，据估計有2500万-1亿人病死，约25%-60%的欧洲人口死亡。此后，鼠疫在欧洲不再出现，直至14世纪的黑死病爆发。
对于第二次鼠疫大流行的源头，存在争议，一說起源於中亚或克里米亚， 一说起源於喜馬拉雅山區，一说起源于黑海城市卡法，等。1347-1351年间，黑死病导致欧洲7500万-2亿人死亡，占当时欧洲人口总数的30%-60%。此后，鼠疫时常出现地方性爆发，直至19世纪初，在各地造成的人员死亡情况也各不相同。
19世纪中叶，清朝云南地区爆发鼠疫，成为第三次鼠疫大流行的源头。此次疫情直至1960年左右才逐渐平息。此后，在世界范围内，零星的鼠疫感染依然会出现。

## 部分主要疫情
| 时间        | 疫情名称                | 地点             | 死亡人数    |
| ----------- | ----------------------- | ---------------- | ----------- |
| 1347–1351年 | 黑死病                  | 欧洲、中东、亚洲 | 7500万-2亿  |
| 1563-1564年 | 1563年伦敦鼠疫          | 英国             | >20,000     |
| 1582-1583年 | 特內里費島鼠疫流行      | 西班牙           | 5,000-9,000 |
| 1592-1593年 | 1592–1593年伦敦鼠疫     | 英国             | >19,000     |
| 1629-1631年 | 1629–1631年意大利鼠疫   | 意大利           | 1,000,000   |
| 1633-1644年 | 明末大鼠疫              | 中国             | >200,000    |
| 1647-1652年 | 塞维利亚大鼠疫          | 西班牙           | 500,000     |
| 1656-1658年 | 那不勒斯鼠疫            | 意大利           | 1,250,000   |
| 1665-1666年 | 伦敦大瘟疫              | 英国             | 100,000     |
| 1675-1676年 | 1675–1676年马耳他岛鼠疫 | 意大利           | 11,300      |
| 1679年      | 维也纳大鼠疫            | 奥地利           | 76,000      |
| 1681年      | 布拉格鼠疫              | 捷克             | 83,000      |
| 1710-1712年 | 大北方战争鼠疫          | 欧洲             | 164,000     |
| 1720年      | 马赛大瘟疫              | 法国             | 100,000     |
| 1738-1740年 | 1738年大鼠疫            | 哈布斯堡君主国   | 50,000      |
| 1770-1772年 | 俄国鼠疫                | 俄国             | 50,000      |
| 1772-1773年 | 波斯鼠疫                | 波斯             | 2,000,000   |
| 1812-1819年 | 奥斯曼帝国鼠疫          | 奥斯曼帝国       | 300,000     |
| 1813-1814年 | 1813–1814年马耳他岛鼠疫 | 意大利           | 4,500       |
| 1813-1814年 | 卡拉贾鼠疫              | 瓦拉几亚         | 60,000      |